# Ossona (torrente)
L'Ossona è un torrente della Provincia di Alessandria, affluente in destra idrografica dello Scrivia che bagna l'omonima valle Ossona.

## Percorso
Il torrente nasce nei pressi del monte San Vito (684 m) e attraversa le colline Tortonesi in direzione da sud-est a nord-ovest. Dopo essere passato tra i piccoli centri di Villaromagnano e Carbonara Scrivia esce poi nella pianura alessandrina dove percorre un tratto pianeggiante di alcuni km con percorso pressoché parallelo allo Scrivia. Entra quindi nella città di Tortona e sfocia infine nello Scrivia a quota 108 m, dopo essere stato sovrappassato dalla ex-SS 10 Padana Inferiore.
Il 6 e 7 ottobre 1977, durante una delle più gravi alluvioni del tortonese, le acque dell'Ossona tracimarono provocando anche quattro vittime. Successivamente venne realizzato uno scolmatore, che all'altezza di Torre Calderari (frazione di Tortona) imbriglia le acque in eccesso e le convoglia direttamente nello Scrivia.

## Principali affluenti
- In destra idrografica:

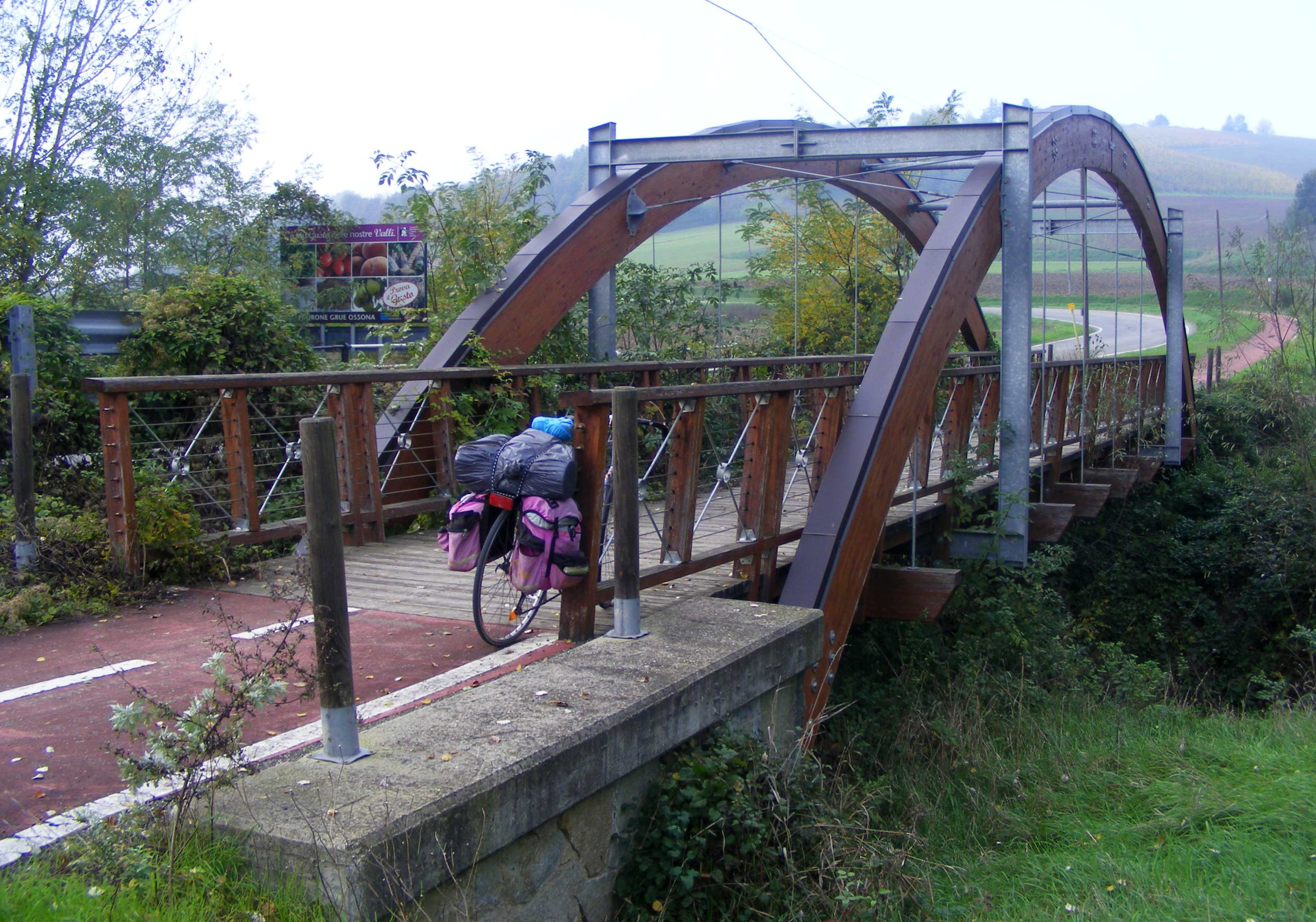
Il ponte della SP130 della valle Ossona sul rio del Gerbino
(Villaromagnano)

  - Rio del Gerbino, che raccoglie le acque della valletta a sud di Cerreto Grue e si getta nell'Ossona nei pressi di Villaromagnano.
- In sinistra idrografica:
  - Rii Ossonella e Largazzo, che scorrono nella parte alta della vallata:
  - Rio Cornigliasca, che da Costa Vescovato scende quasi parallelo all'Ossona; passato per la frazione Montale il rio ha la sua confluenza a quota 170 m nei pressi di Villaromagnano.[5]

## Regime
L'Ossona, che drena le acque da una zona collinare situata a quote medio-basse, è un corso d'acqua a carattere marcatamente stagionale.